# 白卡利特瓦
48°10′N 40°47′E / 48.167°N 40.783°E
白卡利特瓦（俄语：Бе́лая Кали́тва），是俄羅斯羅斯托夫州中部的一個城市，位於北頓涅茨河畔，距首府羅斯托夫東北168公里。2002年人口43,747人。
1703年建城，1938年設市。